# Бертон, Пьер-Монтан
Пьер Монтан Бертон (фр. Pierre Montan Berton; 7 января 1727, Мобер-Фонтен — 14 мая 1780, Париж) — французский композитор и дирижёр.

## Биография
Обучался музыке в Санлисе, впоследствии жил в Париже. С 1771 по 1773 год был одним из руководителей парижских духовных концертов. С 1765 по 1778 годов был в числе содиректоров Парижской оперы.
Его сын Анри Монтан Бертон (1767—1844) также был композитором, более известным, чем сам Пьер.

## Оперы
- Sylvie (Сильве)
- Deucalion et Pyrrha (Девкалион и Пирра)
- Erosine (Эрозин)
- Théonis (Теонис)
- Amadis de Gaule (La Borde and Berton) (Амадис из Галлии)
- Adèle de Ponthieu (La Borde and Berton) (Адель де Понтье)
- Bellérophon (Беллерофонт)